# Imerio Massignan
Imerio Massignan (Altavilla Vicentina, 2 de enero de 1937-Novi Ligure, 3 de mayo de 2024) fue un ciclista italiano, profesional entre 1959 y 1970.

## Palmarés
1960
- Clasificación de la montaña del Tour de Francia

1961
- 1 etapa del Tour de Francia, más clasificación de la montaña

1965
- 1 etapa de la Volta a Cataluña

## Resultados en las grandes vueltas
| Carrera         | 1959 | 1960 | 1961 | 1962 | 1963 | 1964 | 1965 | 1966 | 1967 | 1968 | 1969 | 1970 |
| --------------- | ---- | ---- | ---- | ---- | ---- | ---- | ---- | ---- | ---- | ---- | ---- | ---- |
| Giro de Italia  | 5º   | 4º   | 11º  | 2º   | 7º   | -    | 9º   | 19º  | 24º  | 29º  | 34º  | -    |
| Tour de Francia | -    | 10º  | 4º   | 7º   | -    | -    | -    | -    | -    | -    | -    | -    |
| Vuelta a España | -    | -    | -    | -    | -    | -    | -    | -    | -    | -    | -    | -    |
| Mundial en Ruta | -    | 4ª   | 14º  | -    | -    | -    | -    | -    | -    | -    | -    | -    |

-: no participa

Ab.: abandono